# Віллібальд Кірбес
Віллібальд Кірбес (нім. Willibald Kirbes; 29 червня 1902 — 3 лютого 1990) — австрійський футболіст. Грав на позиції нападника за різні команди Відня. Найбільш відомий виступами за «Рапід» та національну збірну Австрії з футболу.

## Клубна кар'єра
Прийшов в Рапід з нижчого клубу Freiheit 14. Перші ігри у вищій лізі провів у сезоні 1922/23, у якому клуб також став чемпіоном Австрії. Отримав постійне місце в основі команди з 1925 року. Грав переважно правого крайнього нападника. Команда виграла Кубок Австрії 1927 року у фіналі проти «Аустрії» Відень (3:0), а Кірбес забив гол один з голів. У сезоні 1928/29 «Рапід» став чемпіоном, а у фіналі кубка програв з рахунком 2:3 «Вієнні», незважаючи на гол Кірбеса. Був з командою чемпіоном Австрії 1930 року і переможцем Кубка Мітропи того ж року.
У 1932 році перейшов до команди «Лібертас» (Відень), в складі якої грав п'ять років у вищому дивізіоні.

## Кар'єра в збірній
У збірній Австрії дебютував 6 травня 1928 року в грі проти збірної Угорщини (5:5) в Будапешті, забив гол. Матч став єдиним для Кірбеса в національній команді, на позиції правого нападника в збірній того часу переважно грав Ігнац Зігль.

## Титули і досягнення
- Чемпіон Австрії (3):

«Рапід» (Відень): 1922–1923, 1928–1929, 1929–1930
- Володар Кубка Австрії (1):

«Рапід» (Відень): 1926–1927
- Володар Кубка Мітропи (1):

«Рапід» (Відень): 1930
- Фіналіст Кубка Мітропи (1):

«Рапід» (Відень): 1928